# Мелита
Мелита (грч. Μελιτη) је у грчкој митологији било име више личности.

## Етимологија
Име Мелита, према Роберту Гревсу има значење „пажња“, а према неким изворима, ово име значи „слатка као мед“, а изведено је од речи melitê.

## Митологија
- Била је нимфа Најада коју су поменули Хесиод у теогонији, Хомер у „Илијади“, Аполодор и Хигин.[3] Била је кћерка Нереја и Дориде.[4] Хомер и Хигин су помињали и Океаниду са овим именом. С обзиром да је значење њеног имена („слатка као мед“), била је вероватно нимфа слатководних извора.[5]
- Такође нимфа Најада, кћерка речног бога Егеја. Потицала је са планине Мелите на митском острву Фејакији. Доводили су је у везу са нимфом Макридом, јер су њихови очеви можда били рођаци.[6] Према неким изворима, она је са Хераклом имала сина Хила.[7] О њој је писао Аполоније са Рода.[4]
- Према наводима Роберта Гревса, Егејева прва супруга се звала Мелита, а била је Хоплетова кћерка.[1]
- Према Антонину Либералу, била је аргивка, кћерка речног бога Ерасина, која је угостила Бритомартиду.[8]
- Према Филохору, била је Мирмекова кћерка, по којој је названа атичка дема.[4]

## Тумачење
Роберт Гревс је навео да је Мелита сматрана богињом краљицом пчела, која је сваке године убијала свог мужјака. Према Гревсу, Мелисеј, „медени човек“, Адрастејин и Ијин отац, заправо је био жена, односно Мелита.